# Zack Sabre Jr.
Lucas Eatwell, meglio conosciuto con il ring name Zack Sabre Jr. (Isola di Sheppey, 24 luglio 1987), è un wrestler britannico sotto contratto con la New Japan Pro-Wrestling.
Considerato uno dei migliori wrestler al mondo, Eatwell è un ex NWA United Kingdom Junior Heavyweight Champion, avendo militato nella NWA-UK Hammerlock fin dall'età di 14 anni, sotto la guida di Jon Ryan e Andre Baker. Il suo stile di lotta comprende molte prese e combinazioni e il suo stile ricorda molto il puroresu.

## Carriera
Zack Sabre Jr. ha partecipato al torneo del Cruiserweight Classic indetto dalla WWE. Nei sedicesimi di finale del 13 luglio Sabre ha eliminato Tyson Dux, negli ottavi Drew Gulak, nei quarti Noam Dar ma, in semifinale, è stato eliminato da Gran Metalik. Il torneo, alla fine, è stato vinto da T.J. Perkins, il quale è stato premiato con il WWE Cruiserweight Championship.

## Personaggio

### Mosse finali
- European Clutch (Double wrist-clutch in un bridging cradle pin)
- Jim Breaks Special/Ode to Breaks (Elevated wrist lock)
- New School Armbreaker (Cross armbreaker, spesso preceduta da un Northern Lights suplex)
- Penalty Kick (Soccer kick alla testa di un avversario seduto)
- Sabre Driver (Michinoku Driver)
- Orienteering With Napalm Death (Stretch Muffler Calf Slicer)
- Hurrah! Another Year, Surely This One Will Be Better Than The Last/The Inexorable March of Progress Will Lead Us All to Happiness (Octopus hold)

### Soprannomi
- "British Master"
- "The Technical Wizard"

## Titoli e riconoscimenti
- AM Wrestling
  - Round Robin Tournament (2008)
- DDT Pro-Wrestling
  - Ironman Heavymetalweight Championship (1)[1]
- Evolve
  - Evolve Championship (1)
- German Stampede Wrestling
  - GSW Breakthrough Championship (1)[2]
- International Pro Wrestling: United Kingdom
  - Unified British Tag Team Championship (2) – con Marty Scurll
  - UK Super 8 Tournament (2014)[3]
- NWA-UK Hammerlock
  - NWA United Kingdom Junior Heavyweight Championship (1)
  - Hardcore Lottery Tournament winner (2008)[4]
- New Japan Pro-Wrestling
  - IWGP World Heavyweight Championship (1)
  - IWGP Tag Team Championship (3) – con Taichi
  - NJPW World Television Championship (1)
  - New Japan Cup (2018, 2022)
  - G1 Climax (2024)
- Premier Promotions
  - Worthing Trophy (2013, 2012)
  - Ken Joyce Trophy (2011)
  - Ian Dowland Trophy (2010)
- Pro Wrestling Guerrilla
  - PWG World Championship (1)
  - Battle of Los Angeles (2015)[5]
- Pro Wrestling Illustrated
  - 28º tra i 500 migliori wrestler secondo PWI 500 (2016)[6]
  - 26º tra i 500 migliori wrestler secondo PWI 500 (2017)
- Pro Wrestling Noah
  - GHC Junior Heavyweight Tag Team Championship (2) – con Yoshinari Ogawa
- Revolution Pro Wrestling
  - British Heavyweight Championship (4)
  - Undisputed British Tag Team Championship (3) – con Marty Scurll (2) e Minoru Suzuki (1)
- Solent Wrestling Federation
  - One Night Tournament (2012)
- Triple X Wrestling
  - Triple X Wrestling Heavyweight Championship (1)
- Westside Xtreme Wrestling
  - wXw World Heavyweight Championship (1)[7]
  - wXw World Lightweight Championship (1)[7][8]
  - wXw World Tag Team Championship (1) – con Big Daddy Walter[9]
  - 16 Carat Gold Tournament (2016)
  - wXw World Tag Team Tournament (2015) – con Big Daddy Walter[9]
  - Ambition 4 Tournament (2013)
- Wrestling Observer Newsletter
  - Best Technical Wrestler (2014–2020)[10][11]
- The Wrestling Observer UK
  - Rising Star (2008)
- What Culture Pro Wrestling/Defiant Wrestling
  - WCPW Internet Championship (1)